# Dominique Muller
Pour les articles homonymes, voir Muller.
Dominique Muller, née le 9 août 1949 à Strasbourg, est une journaliste et romancière française, auteure notamment de roman policier historique.

## Biographie
Dominique Muller est pendant plusieurs années directrice littéraire des éditions Ramsay. Elle participe à l'émission Des Papous dans la tête sur France Culture. Elle obtient le Prix Roger-Nimier en 1993 pour C'était le paradis et le Prix du jury Jean-Giono pour son récit autobiographique Les Caresses et les Baisers (1998). Les Malgré-nous (2003), qui relatent les premières rafles nazies en Alsace pendant la Deuxième Guerre mondiale, obtient un grand succès public. Dans Désormais Venise (2005), Dominique Muller évoque ses amours passionnées avec Maurice Rheims. 
En 1999, elle se lance dans le roman policier historique avec une série ayant pour héros le médecin Florent Bonnevy, surnommé Sauve-du-Mal, dont les enquêtes se déroulent sous la Régence de Philippe, duc d'Orléans. Rationaliste et adepte des idées prônées par les Encyclopédistes, le médecin Florent quitte sa Hollande natale pour s'installer en France. Devenu un familier du Régent, qui ne lui fait pas toujours confiance, il doit cacher ses origines juives à sa femme Justine.  Dans Sauve-du-Mal et les tricheurs (1999), il enquête sur le passé d'un ami de Justine retrouvé sans vie dans une maison close. Dans Le Culte des dupes (2000), il est en butte à une secte adoratrice des dieux égyptiens qui, sous ce couvert, exerce un trafic de jeunes filles prisonnières d'un couvent.  Très bien documentée, la série Sauve-du-Mal observe un style à la manière des écrivains du XVIIIe siècle.
Elle vit à Venise et à Paris.

## Œuvre

### Romans

#### Série policièreSauve-du-Mal
- Sauve-du-Mal et les tricheurs, Paris, 10/18, 1999, coll. "Grands Détectives", no 3074, (ISBN 2264027452).
- Le Culte des dupes, Paris, 10/18, 1999, coll. "Grands Détectives", no 3075,  (ISBN 2264027460).
- Trop de cabales pour Sauve-du-Mal, Paris, 10/18, 2000, coll. "Grands Détectives", no 3161,  (ISBN 2264027479).
- Sauve-du-Mal et l'appât du grain, Paris, 10/18, 2001, coll. "Grands Détectives", no 3291,  (ISBN 2264031646).
- Sauve-du-Mal dans l'ombre du tsar, Paris, 10/18, 2001, coll. "Grands Détectives", no 3350,  (ISBN 2264031646).

#### Autres romans
- Brave Petite, Paris, Le Seuil, 1986,  (ISBN 9782020092166).
- Danger public, Paris, Le Seuil, 1988,  (ISBN 2020102889), prix Mottart de l’Académie française, 1989
- C'était le paradis, Paris, Le Seuil, 1993,  (ISBN 9782020177412), prix Roger-Nimier.
- Le Meilleur de la vie, Paris, Fayard, 1995,  (ISBN 2213594767).
- Les Filles prodigues, Paris, Le Seuil, 2000,  (ISBN 2020417855).
- Les Chapeaux de roues, Paris, Le Seuil, 2001,  (ISBN 2020516918).
- Les Malgré-nous, Paris, Le Seuil, 2003,  (ISBN 2020613360).
- Aimer sans bagages, Paris, Le Seuil, 2006,  (ISBN 2020862603).
- Lire la notice et vivre ensuite, Paris, Stock, 2008,  (ISBN 2234061393).
- Laguna nostra, Paris, Robert Laffont, 2010,  (ISBN 2221105397).

### Récits autobiographiques
- Les Caresses et les Baisers, Paris, Le Seuil, 1998,  (ISBN 2020344033).
- Désormais Venise, Paris, Le Seuil, 2005  (ISBN 2020685833).

### Biographies historiques
- Une traînée de poudre: Jeanne Du Barry, la dernière favorite, Paris, Lattès, 1990.
- Une reine pas très catholique, biographie d'Anne Boleyn, Paris, NiL Éditions, 1996,  (ISBN 9782290049112); réédition, Paris, J'ai lu no 4911, 1998.

### Essai
- Demander la lune, Paris, Nil, 1998; réédition, Paris, Le Seuil, 1999, coll. "Points", no 688,  (ISBN 2020352966).

## Sources
- Claude Mesplède (dir.), Dictionnaire des littératures policières, vol. 2 : J - Z, Nantes, Joseph K, coll. « Temps noir », 2007, 1086 p. (ISBN 978-2-910-68645-1, OCLC 315873361), p. 398-399.